# موطأ الإمام مالك
المُوَطّأ هو كتاب من تأليف مؤسس المذهب المالكي الإمام مالك بن أنس، كُتب في القرن الثامن الميلادي، وهو واحد من أقدم مجموعات نصوص الحديث الذي تتناول مواضيع الشريعة الإسلامية.
لجأ الخليفة العباسي أبي جعفر المنصور (ت158هـ) إلى الإمام مالك في موسم الحج طالبا منه تأليف كتاب في الفقه يجمع الشتات وينظم التأليف بمعايير علمية حدّدها له قائلا: «يا أبا عبد الله ضع الفقه ودوّن منه كتبا وتجنّب شدائد عبد الله بن عمر، ورخص عبد الله بن عباس، وشوارد عبد الله بن مسعود، واقصد إلى أواسط الأمور، وما اجتمع إليه الأئمة والصحابة، لتحمل الناس إن شاء الله على عملك، وكتبك، ونبثها في الأمصار ونعهد إليهم ألا يخالفوها». وقد طلب المنصور من الإمام مالك أن يجمع الناس على كتابه، فلم يجبه إلى ذلك، وذلك من تمام علمه واتصافه بالإنصاف، وقال: «إن الناس قد جمعوا واطلعوا على أشياء لم نطلع عليها» من علوم الحديث للحافظ ابن كثير.

## منهجه العلمي
كتاب الإمام مالك هو أجلّ كتب الحديث المتقدمة عليه وأعظمها نفعاً بلا شك، فيه الأحاديث الصحيحة المسندة، وإن كان الكتاب ليس بالكبير، فيه البلاغات والمنقطعات والمراسيل، ولا يستدرك على الإمام مالك في ذلك؛ لأنه يرى حجية المرسل، وهذه البلاغات وصلها ابن عبد البر في التمهيد سوى أربعة أحاديث، وقد وصلها ابن الصلاح كما هو معروف.
اعتنى أهل العلم بالموطأ عناية فائقة لإمامة مؤلفه، ولعظم نفعه، ولاختصاره أيضاً يعني شرحه متيسر. من علوم الحديث للحافظ ابن كثير
وكان الإمام مالك متحريا في الرواية منتقيا للرجال أحسن الانتقاء منتقدا للرجال أشد الانتقاد، لذلك جعله أهل الحديث آنذاك مصدرا حديثيا معتمدا عليه في الاحتجاج بأحاديثه من حيث الجملة - مع أن فيه المرسل والبلاغ - حتى ظهر صحيح الإمام البخاري الذي تقدم على الموطأ في الصحة وذلك لأن الإمام البخاري جرد صلب الكتاب من البلاغات والمراسيل وإنما ذكرها في تراجم الأبواب على سبيل الاستشهاد بها لا أكثر، والمعول في كتابه على أحاديث الصلب لا التراجم. ومع تقدم صحيح البخاري في الصحة، لم يفقد الموطأ تلك المكانة كمصدر من مصادر السنة المشهورة ذات المكانة المرموقة.
وفي رواية أبي مصعب الزهري 3069 رواية عن الإمام مالك

## أقوال العلماء عن الموطأ
- قال الإمام الشافعي: «ما كتاب بعد كتاب الله أنفع من كتاب مالك بن أنس».[1] وهذا القول قبل ظهور صحيح البخاري.
- قال البخاري «أصح الأسانيد كلها: مالك عن نافع عن ابن عمر»، وكثيرًا ما ورد هذا الإسناد في الموطأ.
- قال القاضي أبو بكر بن العربي في شرح الترمذي: الموطأ هو الأصل واللباب وكتاب البخاري هو الأصل الثاني في هذا الباب، وعليهما بنى الجميع كمسلم والترمذي.

## التعليقات على الموطأ

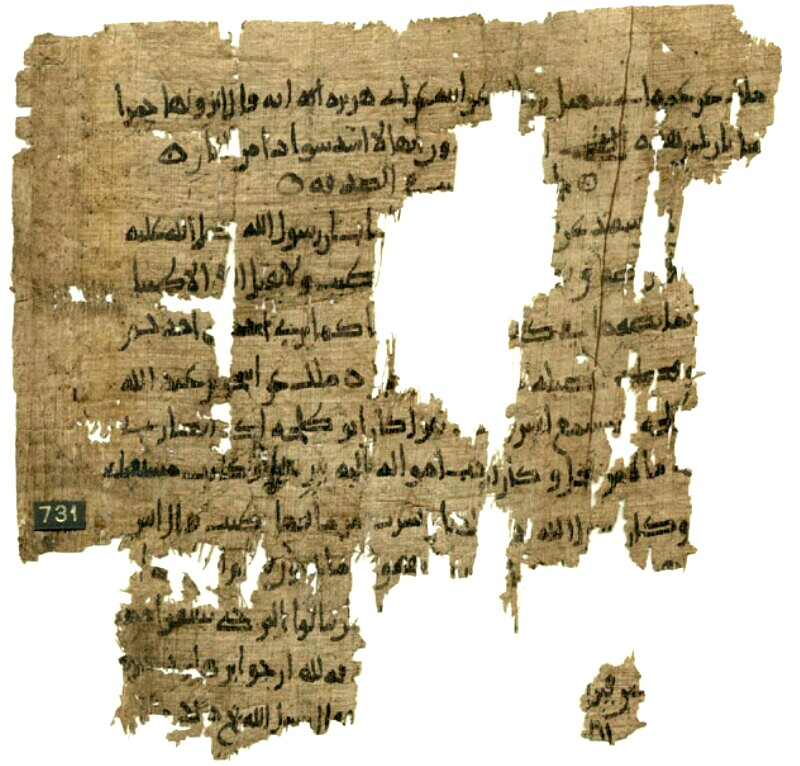
من أقدم مخطوطات الموطأ الذي تعود إلى نفس الحِقْبَة التي كتب فيها.

علقوا عليه كتباً جمة، ومن أجود ذلك كتابا: (التمهيد – والاستذكار) للشيخ أبي عمر بن عبد البر النَّمَري القرطبي، هذا مع ما فيه من الأحاديث المتصلة الصحيحة والمرسلة والمنقطعة والبلاغات اللاتي لا تكاد توجد مسندة إلا على ندور.
كتابا (التمهيد والاستذكار) لابن عبد البر من أنفس ما كتب في شروح الأحاديث، والإمام ابن عبد البر مكث ثلاثين سنة في تأليف التمهيد، ولذا جاء على هذا الوضع المتقن المحرر، وهو يعتني في هذا الكتاب بالمعاني، معاني الأحاديث وأسانيدها والروايات، وكتابه الآخر (الاستذكار) وهو أيضاً من أجود ما كتب في فقه السنة، وعناية المؤلف فيه بالفقه، وأقوال فقهاء الأمصار.
هناك شروح أخرى للموطأ جيدة ونفيسة مثل: (المنتقى) للباجي، و (أوجز المسالك) للكندهلوي وهو كتاب طيب مطبوع متداول، و (تنوير الحوالك) كتاب مختصر للسيوطي، وشرح الزرقاني شرح متوسط، وهناك شرح لولي الله الدهلوي اسمه (المسوى شرح الموطأ) وله شرح آخر اسمه (المصفى) لكنه بالفارسية، أما (المسوى) هو بالعربية كتاب نافع على اختصاره الشديد. من علوم الحديث للحافظ ابن كثير.

## رواته
روى الموطأ عن مالك جمع غفير من الرواة منهم معن بن عيسى، ومحمد بن الحسن الشيباني صاحب أبي حنيفة، وابن بكير وابن غفير، والصوري، ويحيى بن يحيى، وعلي بن زياد وغيرهم.
ومن أشهر الرواة الذين رووا الموطأ (علي بن زياد) التونسي العبسي المُتَوَفَّى سنة 183هـ. وهو من خيرة علماء المغرب وأجلهم، طلب العلم، ورحل بسببه إلى الحجاز والعراق، وهو ثقة مأمون، بارع في الفقه، لم يكن بعصره له شبيه.

## محتويات الكتاب
- كتاب وقوت الصلاة
- كتاب الطهارة
- كتاب الصلاة
- كتاب السهو
- كتاب الجمعة
- كتاب الصلاة في رمضان
- كتاب صلاة الليل
- كتاب صلاة الجماعة
- كتاب قصر الصلاة في السفر
- كتاب العيدين
- كتاب صلاة الخوف
- كتاب صلاة الكسوف
- كتاب الاستسقاء
- كتاب القبلة
- كتاب القرآن
- كتاب الجنائز
- كتاب الزكاة
- كتاب الصيام
- كتاب الاعتكاف
- كتاب الحج
- كتاب الجهاد
- كتاب النذور والأيمان
- كتاب الضحايا
- كتاب الذبائح
- كتاب الصيد
- كتاب العقيقة
- كتاب الفرائض
- كتاب النكاح
- كتاب الطلاق
- كتاب الرضاع
- كتاب البيوع
- كتاب القراض
- كتاب المساقاة
- كتاب كراء الأرض
- كتاب الشفعة
- كتاب الأقضية
- كتاب الوصية
- كتاب العتق والولاء
- كتاب المكاتب
- كتاب المدبر
- كتاب الحدود
- كتاب الأشربة
- كتاب العقول
- كتاب القسامة
- كتاب الجامع
- كتاب القدر
- كتاب حسن الخلق
- كتاب اللباس
- كتاب صفة النبي ﷺ
- كتاب العين
- كتاب الشعر
- كتاب الرؤيا
- كتاب السلام
- كتاب الاستئذان
- كتاب البيعة
- كتاب الكلام
- كتاب جهنم
- كتاب الصدقة
- كتاب العلم
- كتاب دعوة المظلوم
- كتاب أسماء النبي صلى الله عليه وسلم

## شروحات الموطأ
كتاب الموطأ له عدة شروح منها:
1. الاستذكار
2. التمهيد كلاهما لابن عبد البر.
3. المنتقى لأبي الوليد الباجي.
4. تنوير الحوالك للسيوطي.
5. شرح الزرقاني.
6. القبس في شرح موطأ مالك بن أنس، لأبي بكر بن العربي

## مختصرات الموطأ
1. الملخص لمسند الموطأ مختصر موطأ الإمام مالك للكاتب علي بن محمد القابسي.
2. مختصر الإِمام الخطابي أحمد بن محمَّد البستي .
3. مختصر أبي الوليد الباجي .[4]